# Hypopterygium viridulum
Hypopterygium viridulum là một loài Rêu trong họ Hypopterygiaceae. Loài này được Mitt. mô tả khoa học đầu tiên năm 1867.